# Itsjkerië
Itsjkerië (Russisch: Чеченская Республика Ичкерия, Tsjetsjeens: Нохчийн Республика Нохчийчоь, Turks: İçeri) duidt bij de Tsjetsjenen het berggebied ("binnenland") van Centraal- en Zuid-Tsjetsjenië aan. Dit berggebied was voor de Tsjetsjenen door de geschiedenis heen zeer belangrijk, omdat ze zich daar konden terugtrekken in oorlogstijden. De hogere berggebieden waren makkelijker verdedigbaar dan de noordelijkere vlaktes, waar ze in vredestijd woonden. Volgens de legende zouden alle "rasechte" tejps (clans) van oorsprong hiervandaan komen.
In 1990 werd de voormalige Sovjetluchtmachtgeneraal Dzjochar Doedajev de leider van de nationalistische Tsjetsjeense oppositiepartij "Nationaal Congres van de Tsjetsjenen", nadat hij was teruggekeerd uit het Rode Leger. In het Rode Leger wist hij het eerder tot de eerste (en enige) generaal van Tsjetsjeense afkomst te schoppen. De glasnost van Gorbatsjov zorgde voor een toenemende druk op de Sovjetregering (Opperste Sovjet) in Tsjetsjenië om onafhankelijkheid te krijgen voor het gebied. Dit werd nog versterkt doordat verscheidene SSR's zich onafhankelijk verklaarden en autonome republieken binnen de Sovjet-Unie meer autonomie gingen eisen. Na de mislukte communistische staatsgreep in augustus 1991 tegen president Boris Jeltsin, greep Doedajev zijn kans. De lokale Sovjetleider Dokoe Zavgajev was namelijk niet erg snel in het erkennen van het gezag van Jeltsin, terwijl Doedajev dat wel was vanaf het begin. Doedajev wist Zavgajev te laten aftreden en schreef op 27 oktober presidentsverkiezingen uit.

## Tsjetsjeense republiek Itsjkerië

### Eerste republiek (1991-1994)
Op 1 november 1991 riep Doedajev de onafhankelijke Tsjetsjeense Republiek Itsjkerië (Tsjetsjeens: Нохчийн Республика Нохчийчоь of Noxçiyn Respublika Noxçiyçö; Russisch: Чеченская Республика Ичкерия) (in het Engels vaak afgekort tot ChRI) uit. Volgens de verkiezingen zou hij de winnaar zijn, maar waarschijnlijk stemde slechts 12% van de bevolking en bovendien was er sprake van grootschalige fraude. In het jaar daarop scheidde hij zich af van de Tsjetsjeens-Ingoesjetische ASSR, waardoor Ingoesjetië ontstond. De Russische regering liet het hier niet bij zitten en stuurde troepen naar de regio om het gezag te herstellen. Nadat Ruslan Chasboelatov, de enige Tsjetsjeense (toen nog) pro-Jeltsin afgevaardigde in Moskou, hem om terugtrekking van zijn troepen had verzocht, liet Jeltsin de troepen terughalen. Doedajev was vervolgens president van een sterk verdeelde republiek en was niet opgewassen als amateur-politicus tegen de groeiende tegenstand tegen zijn regime. Hij had wel de steun van de bewoners van het "hoogland", maar niet van die van het "laagland".
Dit werd nog versterkt door zijn slechte economische beleid, waarbij de productie instortte. Hij had regelmatig aanvaringen met zijn parlement en op 17 april 1993 ontbond hij het parlement. Het parlement pikte dit echter niet en wilde een referendum over de status van Doedajev. Zo ver kwam het echter niet, omdat gevechten uitbraken tussen de hooglanders en de laaglanders. De laatsten, onder leiding van de generaals Labazanov en Gantemirov, kregen in het geheim wapens en geldelijke ondersteuning van Rusland en probeerden de hoofdstad Grozny te veroveren. Deze aanval werd echter afgeslagen, maar overal in het land braken nu gevechten uit. De Russen kregen nog een bondgenoot; Umar Avturchanov zette een interim-regering op om Doedajev te vervangen. De Russen slaagden erin om de republiek te ontwrichten: De zomer en herfst van 1994 werden gekenmerkt door aanhoudende gevechten tussen de regering en de oppositie. In het najaar van 1994 werd er opnieuw een aanval gelanceerd op Grozny. Deze keer met meer dan 1500 man en met ondersteuning van Russische tanks en helikopters. Ook deze aanval werd echter afgeslagen.

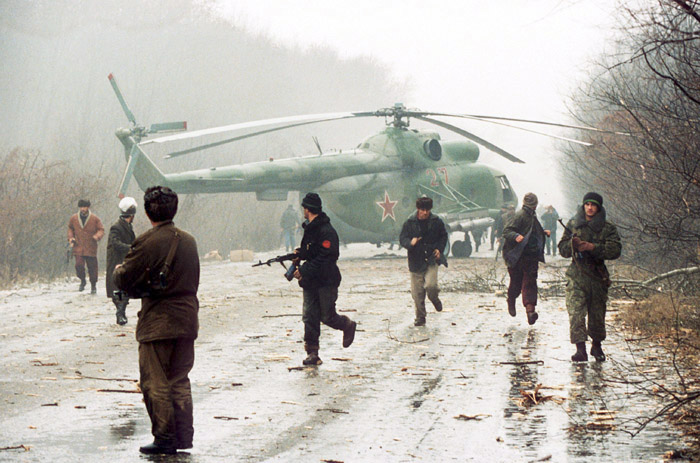
Een door rebellen neergehaalde Russische helikopter

### Eerste Tsjetsjeense Oorlog (1994-1996)
Jeltsin had ondertussen ruzie gekregen met de Tsjetsjeense afgezant Chasboelatov, nadat deze tijdens de Russische constitutionele crisis van 1993 niet Jeltsin, maar de tegenpresident Aleksandr Roetskoj had gesteund. De republiek was verder berucht geworden in Rusland door de vele ontvoeringen door criminelen en door de agressie tegen etnische Russen en andere niet-Tsjetsjenen in het gebied, die in toenemende mate het land uitvluchtten en hun verhalen in Moskou kwamen vertellen. Hiernaast speelde waarschijnlijk het idee dat andere gebieden in Rusland ook onafhankelijkheid zouden kunnen eisen in navolging van de Tsjetsjenen en de economische belangen (Russische oliepijpleidingen die door de republiek liepen en regelmatig werden afgetapt door lokale krijgsheren). Jeltsin was verteld dat de republiek makkelijk kon worden ingenomen en besloot opnieuw om troepen naar de regio te zenden. Op 11 december 1994 trokken 40.000 man Russische troepen ondersteund door 500 tanks vanuit 3 richtingen het land binnen om het te heroveren in wat bekend geworden is als de Eerste Tsjetsjeense oorlog.
Ze werden echter verrast door de enorme tegenstand. Niet alleen boden de troepen van Doedajev sterk verzet, ook hadden zich veel vrijwilligers aangesloten bij hem (gedurende zijn presidentschap mocht elke Tsjetsjeen een wapen dragen) en hadden veel van zijn vijanden zich bij hem aangesloten om de Russen maar niet te laten winnen. De Russen werden geconfronteerd met zware verliezen en gingen over tot het gebruik van zware artillerie- en luchtbombardementen. Het Russische leger was slecht voorbereid en veel van de soldaten hadden slechts 1 jaar militaire training gehad. Onder de soldaten vielen vele doden en gewonden en het moreel was laag. De Russen maakten zich schuldig aan oorlogsmisdaden als martelingen, verkrachtingen, moorden, plunderingen en andere misdaden tegen de mensheid evenals de Tsjetsjenen die zich specialiseerden in gijzelingen (zoals in Boedjonnovsk) en guerrillatactieken, net als in eerdere conflicten met de Russen. De Russen ontwikkelden een nieuwe wrede tactiek: aan elk dorp dat ze tegenkwamen tijdens hun herovering werd een ultimatum gesteld: als de bewoners zich niet overgaven, werd het dorp bestookt met artillerievuur totdat ze zich wel overgaven of de strijders naar het volgende dorp vluchtten. Ook werd door sommige bronnen gesteld dat de Russen van bepaalde dorpen eisten dat voor een bepaalde datum een bepaald aantal wapens moest zijn ingeleverd. Indien dit niet gebeurde zou de bevolking hiervoor zwaar gestraft worden. Het ergste geval bekend was het dorpje Samashki waar in april 1995 (omdat de rebellen al waren weggetrokken) de bevolking niet kon voldoen aan de eis en er de dag daarop meer dan 250 inwoners van het dorp werden afgeslacht.
De Russische inspanningen leidden uiteindelijk tot het gedeeltelijk heroveren van de republiek. De Russische soldaten werden echter voortdurend aangevallen in guerrilla-acties en bezaten nooit de volledige controle. De oorlog werd uiteindelijk steeds problematischer voor hen. De liquidatie van Doedajev in april 1996 bracht echter uitkomst voor vredesonderhandelingen. Doedajev was namelijk geenszins bereid om aan vredesonderhandelingen met de Russen te beginnen. Toen Jeltsin daarop herkozen werd en onafhankelijkheidsstrijders onder leiding van Aslan Maschadov en Sjamil Basajev uiteindelijk Grozny heroverden in 1996, doordat het Russische garnizoen daar totaal gedemoraliseerd en nauwelijks bewapend was, was Jeltsin genoodzaakt om een oplossing te zoeken voor de kwestie. Hij stuurde de geharde en bekende Rode Legergeneraal Aleksandr Lebed naar de rebellen om te onderhandelen over een overgave. Lebed wist door zijn status als militair een verdrag te sluiten met Maschadov en Rusland trok een groot deel van zijn troepen terug uit het gebied. Om de vrede te herstellen werd de onafhankelijkheidskwestie niet genoemd, maar uitgesteld voor 5 jaar. Dit was daarvoor al door Jeltsins presidentscampagneleider Anatoly Tsjoebais geregeld met de Tsjetsjeense interim-president Zelimchan Jandarbiejev, om zo mede de presidentsverkiezingen voor Jeltsin veilig te stellen.

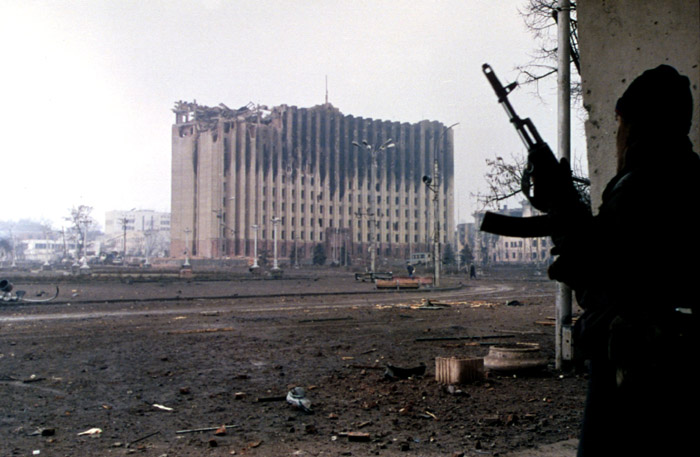
Het door het Russische leger verwoeste presidentiële paleis in Grozny

### Tweede Tsjetsjeense republiek (1996-1999)
De Tweede Tsjetsjeense republiek Itsjkerië werd geleid door een president die niet genoeg macht en politiek gevoel had om het land om te vormen tot een stabiele staat. De Tsjetsjeense staat werd na de dood van Doedajev geleid door interim-president Janderbijev. In januari 1997 werden democratische presidentsverkiezingen gehouden, waarbij de gematigde Maschadov uiteindelijk de bulk van de stemmen kreeg. Maschadov stond voor de opdracht om van een volledig lamgelegd land met een zeer verdeelde bevolking en vele machtige krijgsheren een levensvatbare democratische staat te maken.
Het land werd echter gekenmerkt door eenzelfde proces als de eerste Tsjetsjeense staat: Door het gebrek aan een krachtige overheid en de grote armoede en werkloosheid, werd door sommigen al snel de toevlucht gezocht tot criminele activiteiten. Lokale krijgsheren als Arbi Barajev moesten niks hebben van Maschadov en regeerden hun eigen koninkrijkjes waarbij ze zich schuldig maakten aan onder andere mensensmokkel, ontvoeringen, diefstal, moorden, slavenhandel en later ook aanslagen op de Tsjetsjeense regering. Bovendien was Maschadovs eerdere bondgenoot Basajev uit op eer en wilde eigenlijk herinnerd worden als de nieuwe imam Sjamil (die de Russen in de 19e eeuw meer dan 25 jaar wist tegen te houden). Basajev raakte steeds meer beïnvloed door het wahabisme en runde samen met zijn Arabische bondgenoot Ibn ul Chattab een trainingskamp voor vrijwilligersstrijders en ontving geld van Osama bin Laden voor zijn gazavat (heilige oorlog) tegen de Russen. Hij wilde namelijk het emiraat Noord-Kaukasus nieuw leven inblazen en daarom Dagestan en Ingoesjetië (in eerste instantie) toevoegen aan zijn islamitische staat. Basajev probeerde zijn "rijk" nog uit te breiden door de stad Goedermes aan te vallen in 1998, maar Maschadov zond hulptroepen en sloeg de aanval af. Maschadov probeerde de toenemende tegenstand tegen zijn gematigde beleid wat te verzachten door de sharia in te voeren, maar het was te laat. Basajev trok samen met Chattab Dagestan binnen in 1999, waarmee het land indirect zijn de facto onafhankelijkheid (het was alleen erkend door de Taliban) verloor.

### Tweede Tsjetsjeense oorlog (1999-2009)
De Tweede Tsjetsjeense oorlog had een aantal oorzaken:
- de verloren Eerste Tsjetsjeense oorlog die nog steeds in de hoofden van veel Russen speelde en de drang van legerleider en ex-KGB'er Vladimir Poetin om een goede indruk te maken voor de Russische presidentsverkiezingen van 2000 door Tsjetsjenië te heroveren
- de criminele activiteiten van veel Tsjetsjeense krijgsheren: veel Russen en andere buitenlanders werden van Tsjetsjeens gebied of daarbuiten ontvoerd en voor losgeld weer vrijgelaten en de eerder genoemde uitwassen
- de invoering van de sharia in het gebied. De pro-Russische regering onder leiding van Ramzan Kadyrov heeft overigens nu zelf het plan opgevat om de sharia in te gaan voeren in Tsjetsjenië.

Directe aanleidingen waren de ontvoering van de Russische afgevaardigde voor Tsjetsjenië; generaal Gennady Shpigun, de inval in Dagestan, waarbij na afloop de aanvallers zich verschuilden in noordelijke Tsjetsjeense dorpen, maar vooral de bombardementen op Russische appartementen. De Russische regering houdt Tsjetsjeense terroristen hiervoor verantwoordelijk, maar sommige westerse media en critici spreken van medeplichtigheid van de Russische FSB.
President Maschadov werd beschuldigd van medeplichtigheid aan het verschuilen van de aanvallers van Dagestan in de dorpen, die later werden gebombardeerd door de Russische luchtmacht. Hij ontkende echter. Dit lijkt te kunnen kloppen, daar veel gebieden in Tsjetsjenië niet in zijn handen waren op dat moment. De Russische regering geloofde hem echter niet en trok een maand na het afslaan van de aanval op Dagestan, Tsjetsjenië weer binnen. Het Russische leger trok slechts uiterst langzaam het gebied binnen, met gebruik van veel artillerie om verliezen zo veel mogelijk te beperken. Maschadov en Basajev werden gedwongen weer samen te werken en werden verdreven naar de bergen. De oorlog werd vandaaruit voortgezet op dezelfde manier als in de Eerste Tsjetsjeense oorlog: guerrilla-aanvallen op Russische wachtposten en gijzelingen zoals in Beslan en het Dubrovkatheater in Moskou. Ook werden zelfmoordaanslagen uitgevoerd door smertnizy (zelfmoordterroristes opgeleid door Basajev) op doelen binnen Rusland, zoals in de metro van Moskou.
Maschadov werd rond 8 maart 2005 gedood bij een operatie van Spetznazeenheden. Sjeik Abdoel-Chalim Sadoelajev volgde hem op als president. Na zijn dood op 16 juni 2006 werd deze weer opgevolgd door Dokoe Oemarov.
Op vrijdag 17 april 2009 komt er formeel een eind aan deze oorlog, en krijgt de Pro-Moskou regering carte blanche in dit gebied om orde op zaken te stellen.

## Onafhankelijkheid en erkenning van SSR's en ASSR's
De belangrijkste reden voor de ongelijke behandeling van verschillende onafhankelijkheidsverklaringen door de Russische overheid hangt samen met de hiërarchie van verschillende gebieden tijdens de tijd van de Sovjet-UnieEr werden door de Sovjets twee verschillende republieken onderscheiden: socialistische sovjet republieken (SSR's) en autonome socialistische sovjetrepublieken (ASSR's). De eerste zijn de vijftien landen die ontstonden na het uiteenvallen van de Sovjet-Unie, inclusief Rusland. Deze unierepublieken hadden in de Sovjet-Unie officieel een semi-autonome status (alleen theoretisch; in de praktijk gold dit niet). Hun onafhankelijkheid werd na het uiteenvallen van de Sovjet-Unie door Rusland en de internationale gemeenschap vrij snel erkend. Wel was het zo dat de Centraal-Aziatische staten het aanzienlijk makkelijker hadden, nadat de Baltische staten zich met veel moeite hadden losgeworsteld van Rusland.
Bij de ASSR's lag dat anders. Zij waren onderdeel van een van de vijftien unierepublieken. Het waren vaak regio's die tijdens de bestuurlijke indeling van de jaren 30 door Stalin niet genoeg macht hadden de status van Unierepubliek te verwerven. Ze hadden dan ook vaak minder inwoners. Deze regio's werden na de onafhankelijkheid van een Unierepubliek vaak omgezet of eigenlijk gecontinueerd als autonome republieken. Nu met meer autonomie, al verschilt dit per gebied. In Rusland, waar zich 21 van deze autonome republieken bevinden, was onafhankelijkheid al helemaal onbespreekbaar, omdat zich bijvoorbeeld in gebieden als Tatarije en Jakoetië grote delfstoffenvoorraden bevinden. Met deze republieken werd zo veel mogelijk geprobeerd om een oplossing te vinden in de vorm van meer autonomie en zeggenschap over hun delfstoffen.
Overigens verklaarden alleen Tatarije, Basjkirostan en Tsjetsjenië zich onafhankelijk. Met de eerste twee werd onderhandeld over extra privileges om ze toch binnen Rusland te houden, maar de Tsjetsjeense onafhankelijkheidseis werd verworpen, vanwege de relatief onbelangrijke positie van het gebied. Andere gebieden zoals Toeva en Karelië zagen zich genoodzaakt om te kiezen tussen een zinloze opstand of zich neerleggen bij een autonome status. Veel gebieden wilden overigens Rusland ook niet verlaten, omdat ze het als onafhankelijke staat veel moeilijker zouden (kunnen) krijgen of omdat de meerderheid van de bevolking etnisch Russisch is. Zo maken Russen meer dan 80% van de bevolking van Karelië uit.